# Porpita porpita
Espèce
La porpite (Porpita porpita) est une espèce d'hydrozoaire de la famille des Porpitidae, de la classe des hydrozoaires. Les Porpites font partie du neuston, catégorie d'organismes aquatiques liés à la surface, que le biologiste marin Alister Hardy avait décrit sous le nom de Blue Fleet (« flotte bleue »),,,, aux côtés de deux autres cnidaires : la Vélelle (Velella velella) et la Physalie (Physalia physalis).

## Description
La porpite comprend deux parties distinctes : le flotteur et la colonie d’hydroïdes. Le flotteur, de consistance dure et de teinte brun foncé, est un disque pratiquement plat, d'un peu plus de 2 cm de diamètre ; la colonie d’hydroïdes, dont la teinte varie d'un bleu turquoise vif au jaune, rappelle les tentacules d'une méduse, mais contrairement à une idée répandue, la Porpite n'est pas une méduse : elle est plus proche des siphonophores et c'est une colonie de polypes dont chacun se divise en de nombreux tentacules tous terminées par un bulbe portant des nématocystes venimeux. La piqûre de la porpite est urticante mais bénigne.

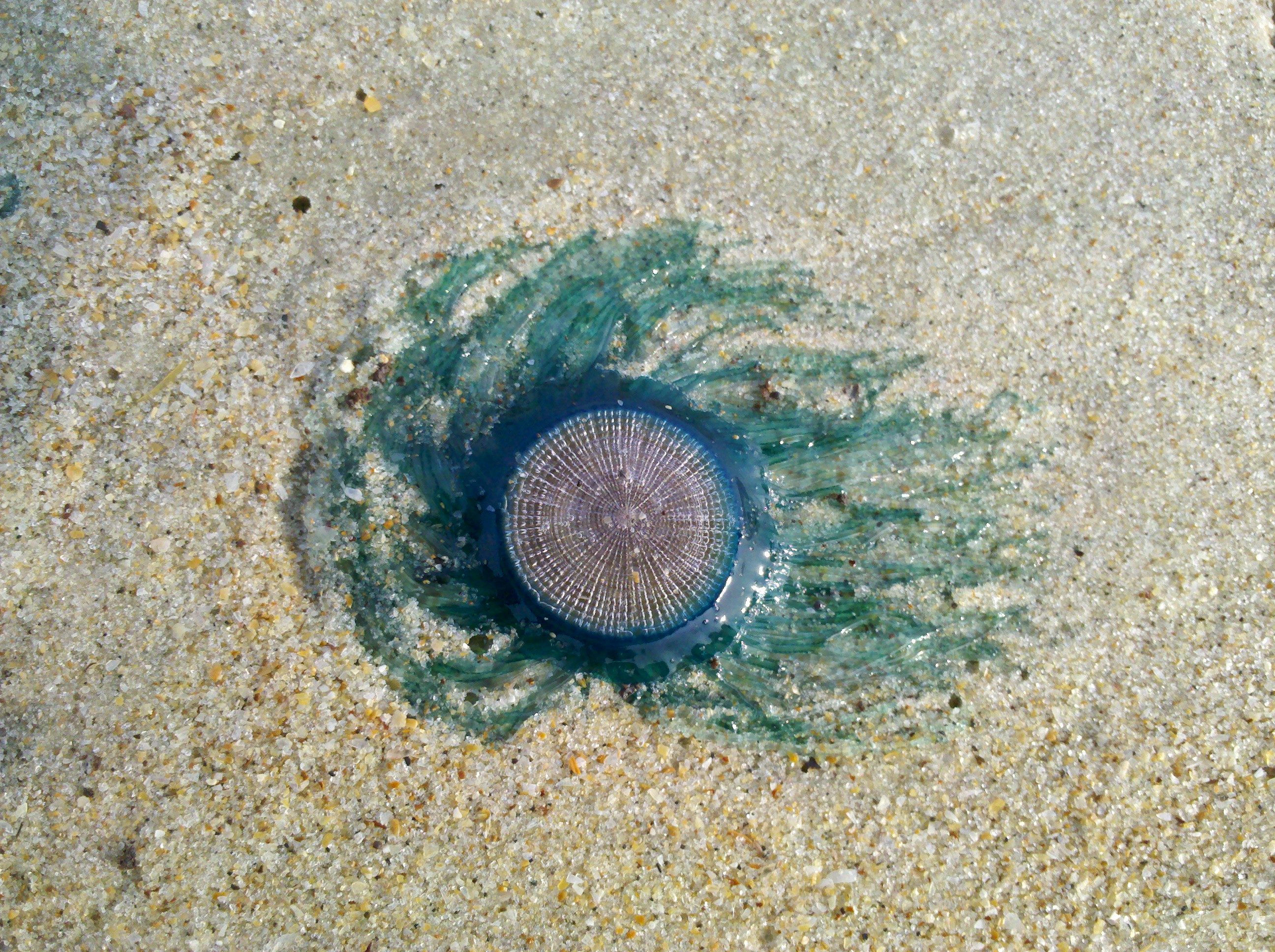
Porpites…
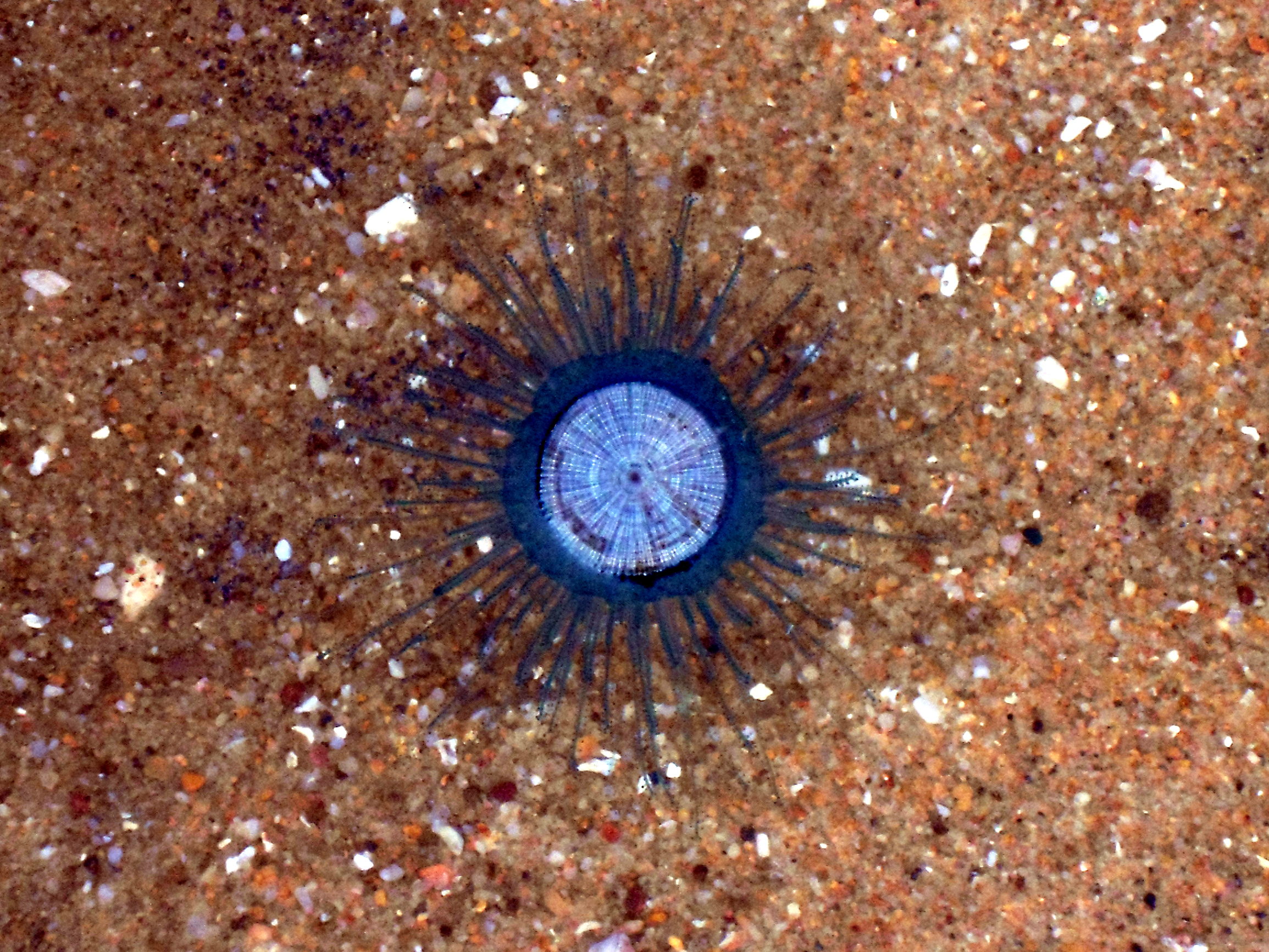
…échoués…
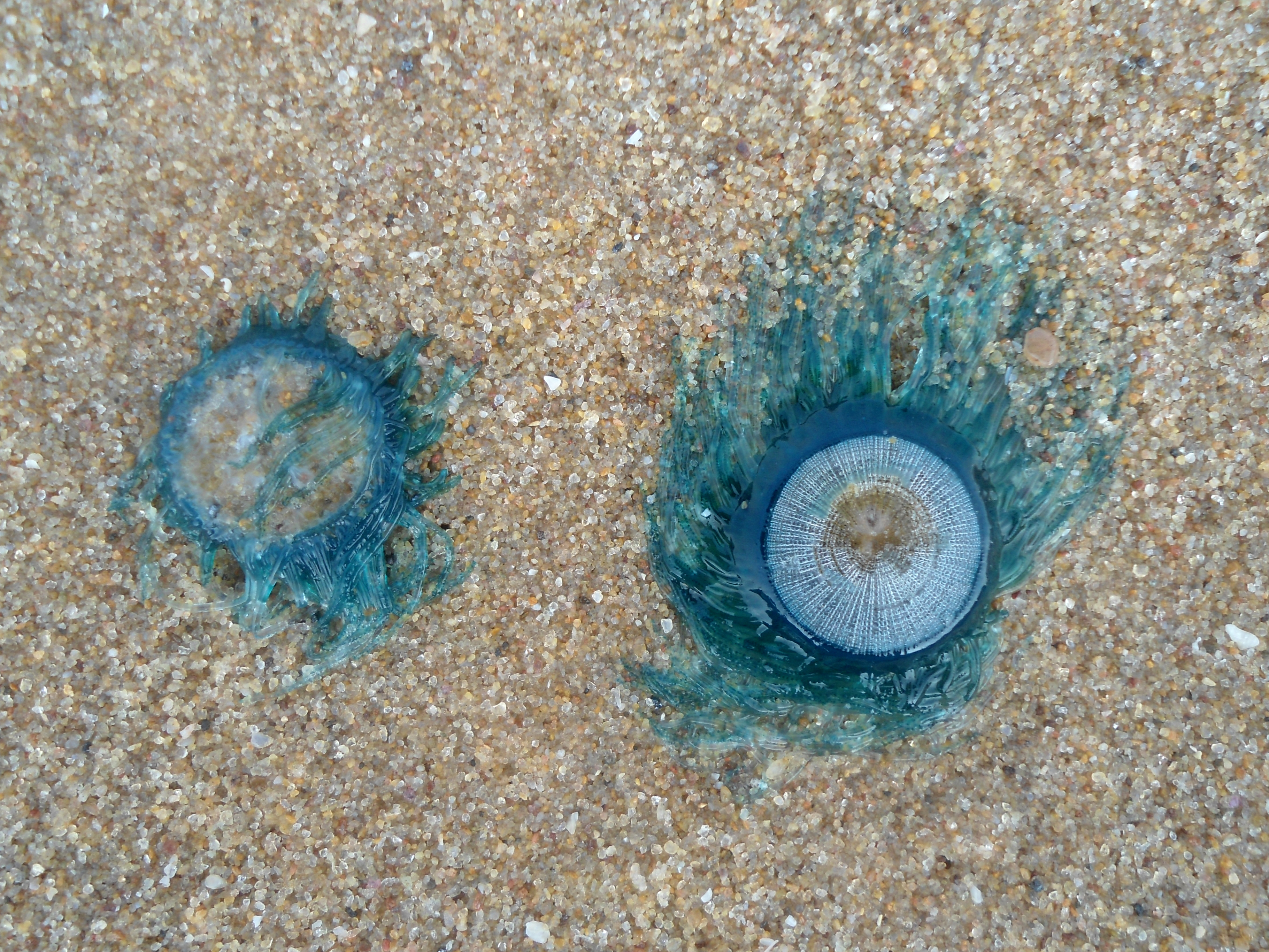
…sur la plage.
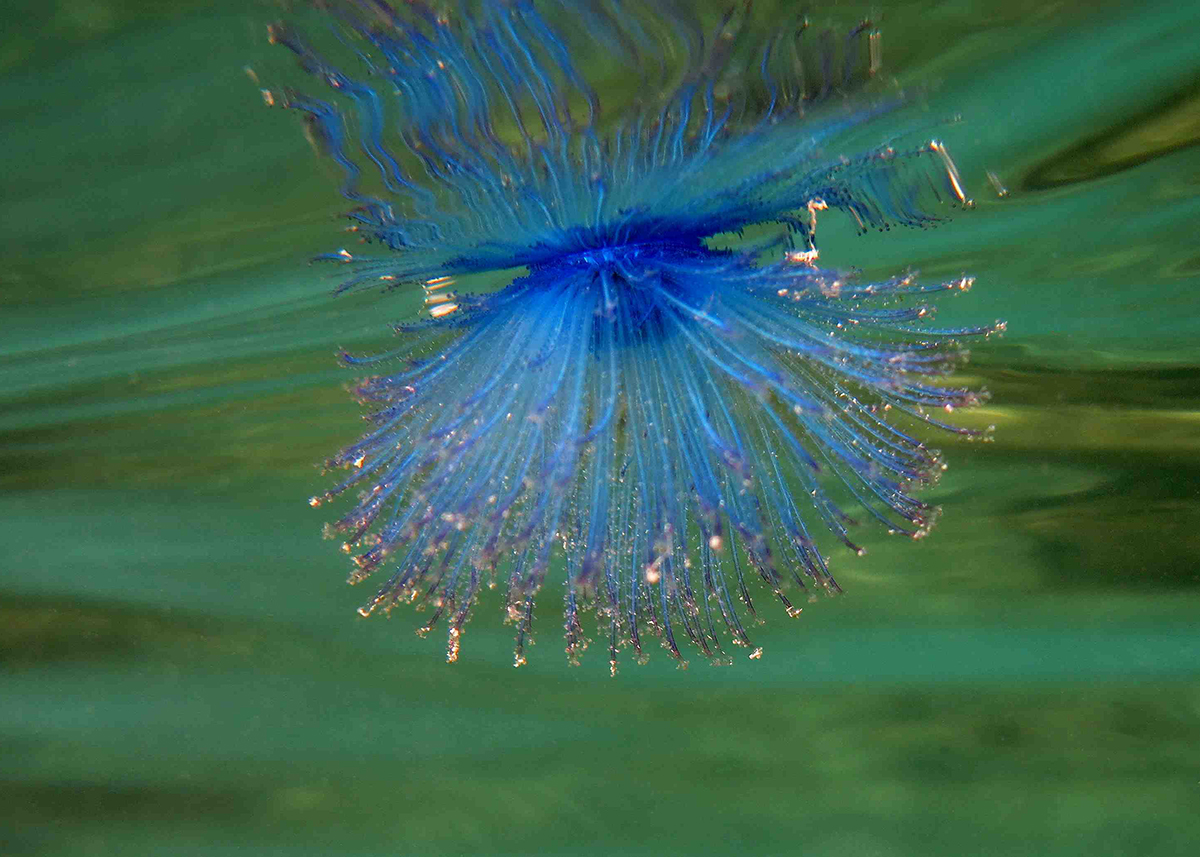
Vue des hydroïdes sous l'eau.

## Écologie et répartition
Cette espèce est pélagique, flottant à la surface des océans (pleuston) ; elle se nourrit de plancton et est notamment la proie du nudibranche Glaucus atlanticus, qui stocke les nématocystes de l'hydrozoaire, et des escargots marins du genre Janthina. La porpite vit dans les eaux tropicales, de la Californie à l'océan Pacifique tropical, les océans Atlantique et Indien.